# Maurici Auzeville
Maurici Auzeville (Salses, 22 de setembre del 1926 – Perpinyà, 29 de gener del 2003) fou un cantant d'òpera nord-català. 
«Me’n vaig anar fa molt de temps, me’n son tornat, el goig me pren».

## Biografia
Nascut el 1926 a Salses, era fill d’un salsairot i d’una nadiua de Castelló d’Empúries. Jovenet, Maurici Auzeville va treballar la terra amb els seus pares fent de vinyater. Mentre feia el servei militar un oficial va descobrir els seus dots quan va cantar per la tripulació i li va recomanar dedicar-s’hi. Allavontes, al tornar a la Catalunya del Nord, va treballar com a obrer agrícola el dia i es va perfeccionar en cant líric al vespre al conservatori de Perpinyà. Tres anys més tard va deixar el seu vilatge de Salses per anar cap a París on el seu objectiu era entrar al conservatori. Ho va aconseguir treballant moltíssim, apassionadament, i va acabar concursant per fer part del cor de l'Òpera Garnier. El concurs no era gens fàcil però el va aprovar amb èxit. El 1956, Maurici Auzeville va començar els primers assajos i era aleshores l’inici d’una carrera excepcional de 25 anys com a tenor. L'any 1961 va participar amb la resta del cor de l'òpera de París a una gira al Japó. Va ser membre del cor però també va actuar com a solista en petits papers com ara el 1968 en la pell del personatge de Benvolio de Romeu i Julieta de Charles Gounod. Auzeville va cantar als escenaris francesos més destacats com per exemple l’Òpera de Lió així com arreu del món compartint modestament l'escenari amb els més grans de la cançó lírica: Luciano Pavarotti, Josep Carreras, Maria Callas,.
El 1976, en el marc d'una gira de l'òpera, va participar en la celebració del bicentenari de la independència dels Estats-Units. Un any més tard, amb companys del cor de l’òpera, va crear L’Ensemble Vocal Garnier. El 1982 es va jubilar, la qual cosa va significar per ell tornar a la seua terra catalana. Tot i això, de tant en tant s’escapava per seguir cantant damunt d’un escenari.
Als anys 1990, Maurici Auzeville va tenir ganes de cantar en català, la seua llengua materna. Gràcies a la Federació Sardanista del Rosselló, va realitzar un dels seus vells somnis: cantar les més grans sardanes. Acompanyat per la Cobla La Principal de la Bisbal, va gravar aires famosos com Per tu ploro, Llevantina, la Santa Espina o encara la Sardane du Souvenir de Max Havart. També va enregistrar cants tradicionals com Muntanyes del Canigó, l’Emigrant i El Cant dels Ocells. A vegades tornava a pujar a París però va posar definitivament fi a la seua carrera el 1995. El seu darrer paper va ser el de l’hostaler dels Brigands de Jacques Offenbach, al De Nationale Opera a Amsterdam i a l'Òpera Bastille a París.

## Discografia
- 1954 - Chants traditionnels du Roussillon (Senzill 45t)
- 1960 - Maurice Auzeville de l'Opéra de Paris (Senzill 45t)
- 1977 - Noëls du monde entier (LP 33t, amb l'Ensemble Vocal Garnier)
- 1978 - Lettres de noblesse au folklore de France (LP 33t, amb l'Ensemble Vocal Garnier)
- 1978 - Les sucettes (Senzill 45t, amb l'Ensemble Vocal Garnier)
- 1982 - Auzeville de l'Opéra de Paris chante le Pays Catalan (Senzill 45t)
- 1990 - Sardanes cantades, Maurici Auzeville amb la Principal de la Bisbal (K7)
- 1994 - Maurici Auzeville, Cançons (K7)
- 1994 - Maurici Auzeville, Cançons i sardanes (CD)
- 1997 - Maurici Auzeville, L'Emigrant (K7 i CD)